# Tinódi Lantos Sebestyén

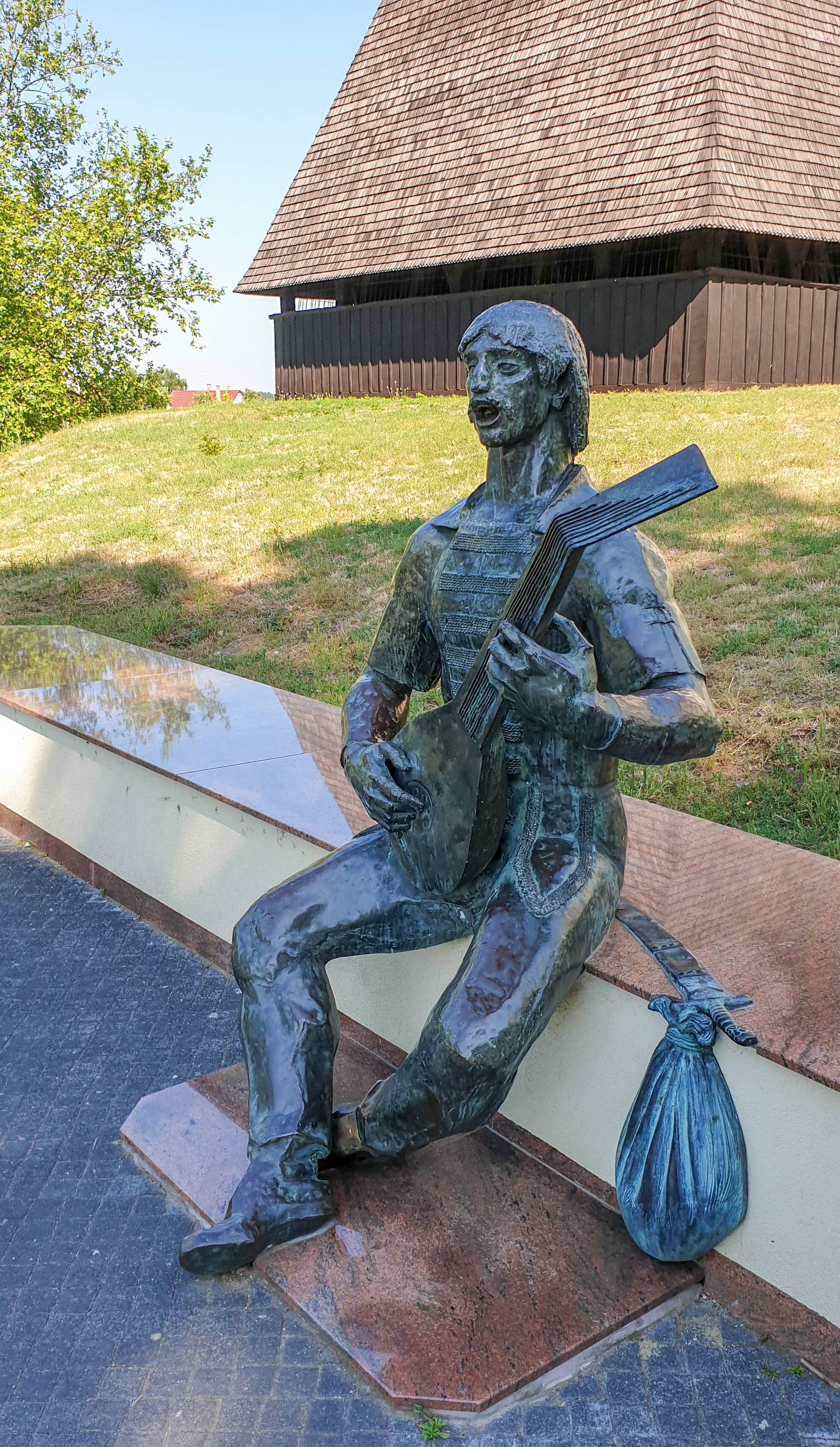
Tinódi Lantos Sebestyén szobra Nyírbátorban

Tinódi Lantos Sebestyén (Tinód, 1510 körül – Sárvár, 1556. január 30.) magyar énekszerző, lantos, a 16. századi magyar epikus költészet jelentős képviselője.

## Élete
Tinódi Lantos Sebestyén polgári családba született. Születési helye vitatott: vagy a Fejér vármegyei Tinódon (ma Sárbogárd város része) vagy a mai Baranya vármegyei Rózsafa mellett mára eltűnt Tinód nevű településen látta meg a napvilágot. A legtöbben a Fejér vármegyei települést nevezik meg születési helyeként.
Iskoláit Pécsett végezte, tudott latinul, és értett a kottákhoz is. Valószínű, hogy kezdetben vitézi pályán volt, Török Bálint szolgálatában. Első fennmaradt műve a Jáson históriája, 1535 és 1539 között írta, Dombóváron. E műből következtethető, hogy egy ütközetben megsebesült, és további hadi szolgálatra alkalmatlanná vált. 1542–43-ban megint a környéken tűnt fel, Dáró várában, amely Werbőczy Imre tulajdonában volt, a dombóvári vártól látótávolságra, ma Jágónak község határában található a helye. Itt írta 1543-ban „Werbőczi Imrének Kászon hadával kozári mezőn viadalja” című históriás énekét, melyben az 1542. március 25-én a kozári (ma Egyházaskozár, Baranya m.) mezőn lezajlott csatát írja le. A mű 1554-ben Kolozsváron jelent meg nyomtatásban a „Cronica Tinódi Sebestyén szerzeménye"
1541-ig Török Bálint szigetvári udvarában élt, művei szerint nagy megbecsülésben. Buda eleste és ura fogságba esése fordulópontot jelentett életében. Ekkor politikai költővé vált. Énekeiben ettől kezdve az egyetértést és a török elleni elszánt küzdelem szükségességét hangoztatta. Néhány évig még ezen a vidéken élt, majd amikor a törökök egyre nagyobb területet foglaltak el a Dunántúlon, Kassán telepedett le. Itt családot alapított, és innen járta az országgyűlések, ütközetek színhelyeit, majd tapasztalatait versekbe szedve írta meg. Énekeihez dallamokat is szerzett lantkísérettel, és amikor tehette, elő is adta őket. A vitézek gyakran csak az ő énekeiből értesülhettek hitelesen a távolabbi országrészek egy-egy nevezetes eseményéről. Felismerte ennek jelentőségét Nádasdy Tamás nádor is, aki 1545-ben a nagyszombati országgyűlésen találkozott Tinódival, és ettől kezdve pártfogásába vette a lantos krónikást. Az 1546 és 1551 közötti viszonylagos béke időszakában régebbi magyar történeteket és külföldi témákat dolgozott fel. Az 1552. évi török hadjárat ismét bőséges, megörökítésre méltó eseménnyel szolgált. A palásti csata Tinódi Lantos Sebestyén révén a szépirodalomba is bekerült Ördög Mátyás veszödelme címmel (megtalálható a Cronicában).
Tinódi felkereste az egyes várostromok színhelyeit, és a legapróbb részletekig összeszedte az ostromra vonatkozó adatokat. Számos érdekes mozzanatról csak az ő énekeiből értesülhetünk. Eger diadalmas megvédése után is rögtön a várba ment. Ekkor írta az Eger vár viadaljáról való ének és az Egri historiának summája című műveit. Tinódi híre eljutott Ferdinánd király udvarába is aki 1553. augusztus 23-án Nádasdy ajánlására „az éneklés művészetében és a históriáknak magyar nyelven ritmusokba való ékes foglalásával” szerzett érdemei elismeréseként nemesi rangra emelte, és számára címereslevelet adományozott. Jó kapcsolatban volt Dobó Istvánnal és mikor az egri várkapitány erdélyi vajda lett, követte őt Erdélybe. Itt fejezte be az Erdélyi história című énekét, amelyben Erdély történelmét beszéli el János király halálától 1551-ig. Műveinek gyűjteményes kiadása 1554-ben jelent meg Kolozsvárott, Cronica címmel. 1555-ben visszatért Erdélyből, majd rövidesen meghalt.

### Munkássága
Tinódi mintegy tizenkétezer verssorra kiterjedő életművének költői színvonala nem éri el a 16. századi magyar irodalom termésének átlagát. Versei tartalmilag józanok, nincs bennük alkotó képzelet, előadásuk nehézkes, verselésük művészietlen. A részletességre való törekvés annyira hatalmába kerítette, hogy énekei helyenként egy akta- vagy zsoldlajstrom monotonságával vetekednek. Műveinek a maguk korában is nagyobb volt a publicisztikai, mint a költői jelentősége. A vele foglalkozó kutatók ezért hosszú ideig zavart bizonytalansággal álltak munkássága előtt.
Tinódi maga így vall céljáról a Cronica előszavában:
”Ez jelönvaló könyvecskét szörzeni nem egyébért gondolám, hanem hogy az hadakozó, bajvívó, várak-, várasokrontó és várban szorult magyar vitézöknek lenne tanúság, üdvességes, tisztösségös megmaradásokra, az pogán ellenségnek mimódon ellene állhassanak és hadakozjanak”
Tinódit olyan krónikásként kell értékelni, aki verses formában dolgozta fel korának történelmi eseményeit elsősorban hitelességre és nem művészi értékek közvetítésére törekedve. E „költői hitvallásból” az is következik, hogy Tinódi miért választotta a verses-énekes feldolgozási módot. Csak így remélhette, hogy művei eljutnak a végvári vitézekhez, azokhoz, akikhez elsősorban szólni kívánt. Tinódi korában többségben voltak azok, akik nem tudtak olvasni, de szívesen hallgattak énekes előadásokat.
Történetíróként Tinódit lényegesen előkelőbb hely illeti a magyar irodalomban, mint költőként. Lényegében teljes egészében feldolgozta Magyarország 1541 és 1552 közötti történelmét. Az általa leírtak minden ellenőrizhető esetben pontosnak bizonyultak.
A 16. század magyar történelme eseményekben bővelkedett és egyre többen vállalkoztak arra, hogy megörökítsék lakóhelyük környékét vagy az egész országot ért megpróbáltatásokat. Verancsics Antal egri püspök személyében olyan ember is akadt, aki ezeket a történetírói munkákat összegyűjtötte és gondosan megőrizte. A püspök hagyatékában található munkák azonban túlnyomó részben személyes hangvételű, szubjektív szemléletű emlékiratok, melyek hitelességben és objektivitásban nem veszik fel a versenyt Tinódi munkáival. Mivel Verancsics hagyatékában található művek latin nyelven íródtak, Tinódi a magyar nyelvű történetírás első jelentős képviselője.

## Művei
- Jázon és Medea (1537–38)
- Judit asszony históriája (1539–40?)
- Buda veszéséről és Török Bálint fogságáról (1541)
- Prini Péter, Majlát István és Terek Bálint fogsága (1542)
- Verbőczi Imrének viadalja (1543)
- Az szalkai mezőn való viadaláról (1544)
- Szulimán császár Kazul basával viadaljáról (1546)
- Varkucs Tamás idejében lött csaták Egerből (1548)
- Sokféle részögösről (1548)
- Dávid király (1549)
- Szitnya, Léva, Csábrág, és Murán várának megvevése (1549)
- Kapitány György bajviadalja (1550)
- Hadnagyoknak tanúság (1550)
- Károl császár hada Saxoniában (1550)
- Zsigmond király és császár krónikája (1552)
- Szegedi veszedelem (1552)
- Az vég Temesvárban Losonczi István haláláról (1552)
- Enyingi Török János vitézségéről szóló ének
- Budai Ali basa históriája (1553)
- Eger vár viadaljáról való ének (1553) OSZK , ebből készült kivonat Egri historiának summája (1553) OSZK
- Az udvarbírákról és kulcsárokról (1553)
- Jónás (390.) prófétáról (1553) (töredék)
- História Zsigmond császár fogságáról (155?)
- Erdéli história (1553)
- Chronica elsö reszebe Ianos kiral halalatul fogva ez esztendeig Dunan innet Erdel orszaggal löt minden hadac, veszödelmec revidedön szép notakval enökbe vadnac, mas reszébe külömb külömb idökbe és orszagokba löt dolgoc, istoriac vannac (1554)
- Az János király fiáról való szép krónika (1554)[1]

### Modern szövegkiadások
- Tinódi Sebestyén válogatott krónikás énekei; szerk., bev. Bartha József; Stampfel, Pozsony–Bp., 1904 (Segédkönyvek a magyar nyelv és irodalom tanításához)
- Tinódi Lantos Sebestyén válogatott munkái; összeáll., jegyz. Bóta László; Magvető, Bp., 1956 (Magyar könyvtár)
- Cronica. Tinodi Sebestien szoerzese. Elsoe reszebe Ianos Kiral halalatul fogua ez esztendeig. Mas reszebe kueloemb idoekbe es orszagokba loet dolgoc Istoriac vannac; sajtó alá rend. Varjas Béla, tan. Bóta László; hasonmás kiad.; Akadémiai, Bp., 1959 (Bibliotheca Hungarica antiqua)
- Tinódi egri históriás énekei; bev., szövegátírás, jegyz. Sugár István; Gárdonyi Géza Társaság, Eger, 1974 (Gárdonyi Géza Társaság kiskönyvtára)
- Eger vár viadaljáról való ének; szövegátírás Sugár István; Egri vár Baráti Köre, Eger, 1980
- Krónika; sajtó alá rend. Sugár István, bev. Szakály Ferenc; Európa, Bp., 1984 (Bibliotheca historica)

## Emlékezete
Mind Sárbogárdon, mind Rózsafán nagy hagyománya van Tinódinak. Sárbogárdon évszázadok óta úgy él a köztudatban, hogy a neves énekszerző ott született. 1981-ben Rózsafán emléktáblát is avattak, illetve a termelőszövetkezeti központban felállították Tinódi mellszobrát. A falu központjában a zenélő kúton dombormű örökíti meg a históriás énekek szerzőjét. A község 1986-ban alakult közművelődési egyesületét Tinódi Lantos Sebestyénről nevezték el. Nemrég a község címerébe bekerült Tinódi hangszere is.
- Tinódi utca Sárbogárdon
- Emléktábla, dombormű és mellszobor Rózsafán
- Emléktábla Kassán, egykori háza falán a Kovács utcában (avatva 1900-ban)[2]
- Szobor Dombóváron
- Szobra a szigetvári vár bejáratánál. Kiss István alkotása
- Szobra Budapesten, a Népligetben
- Szobor és tér Egerben
- Orlai Petrich Soma: Nádasdy Tamás nádor és Tinódi (olajfestmény, 1855)
- Tinódi Sebestyén Gimnázium és Idegenforgalmi, Vendéglátói Szakképző Iskola, Sárvár
- Tinódi Lantos Sebestyén Református Iskola, Enying
- Tinódi-lant, 1999-ben alapított magyar zenei díj

## Galéria

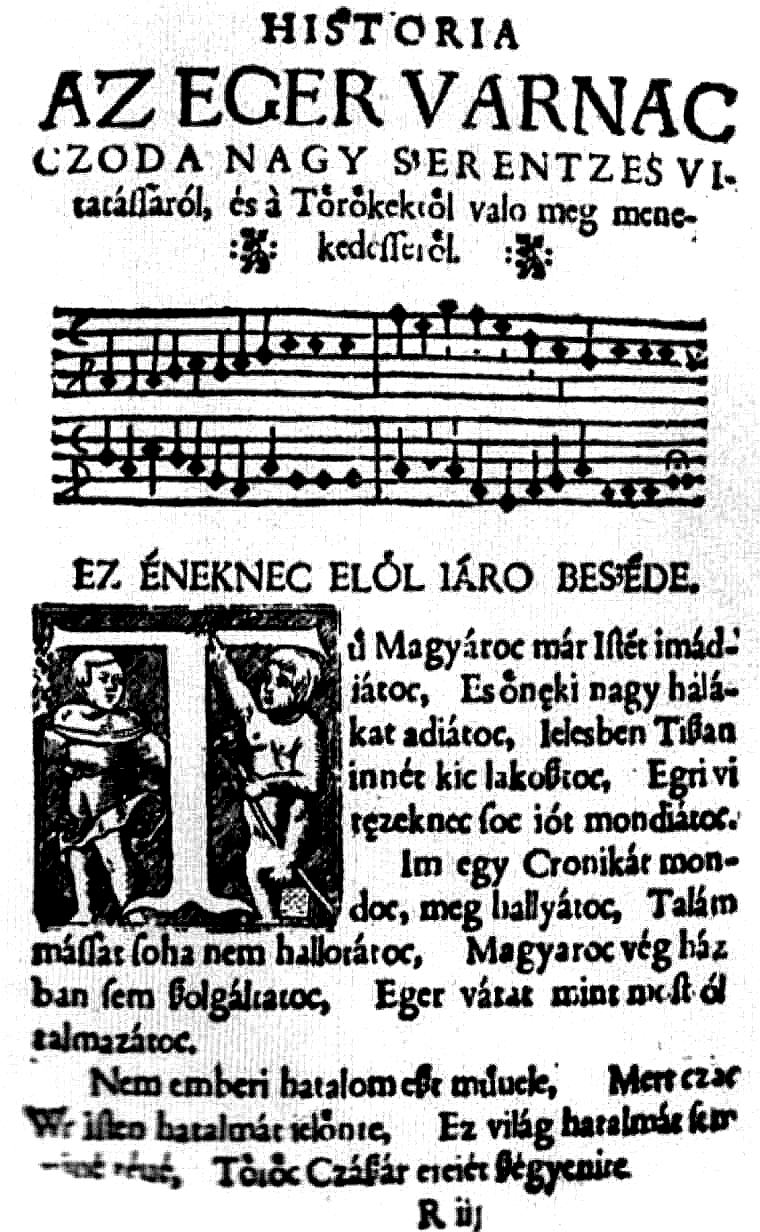
A Cronica egy lapja
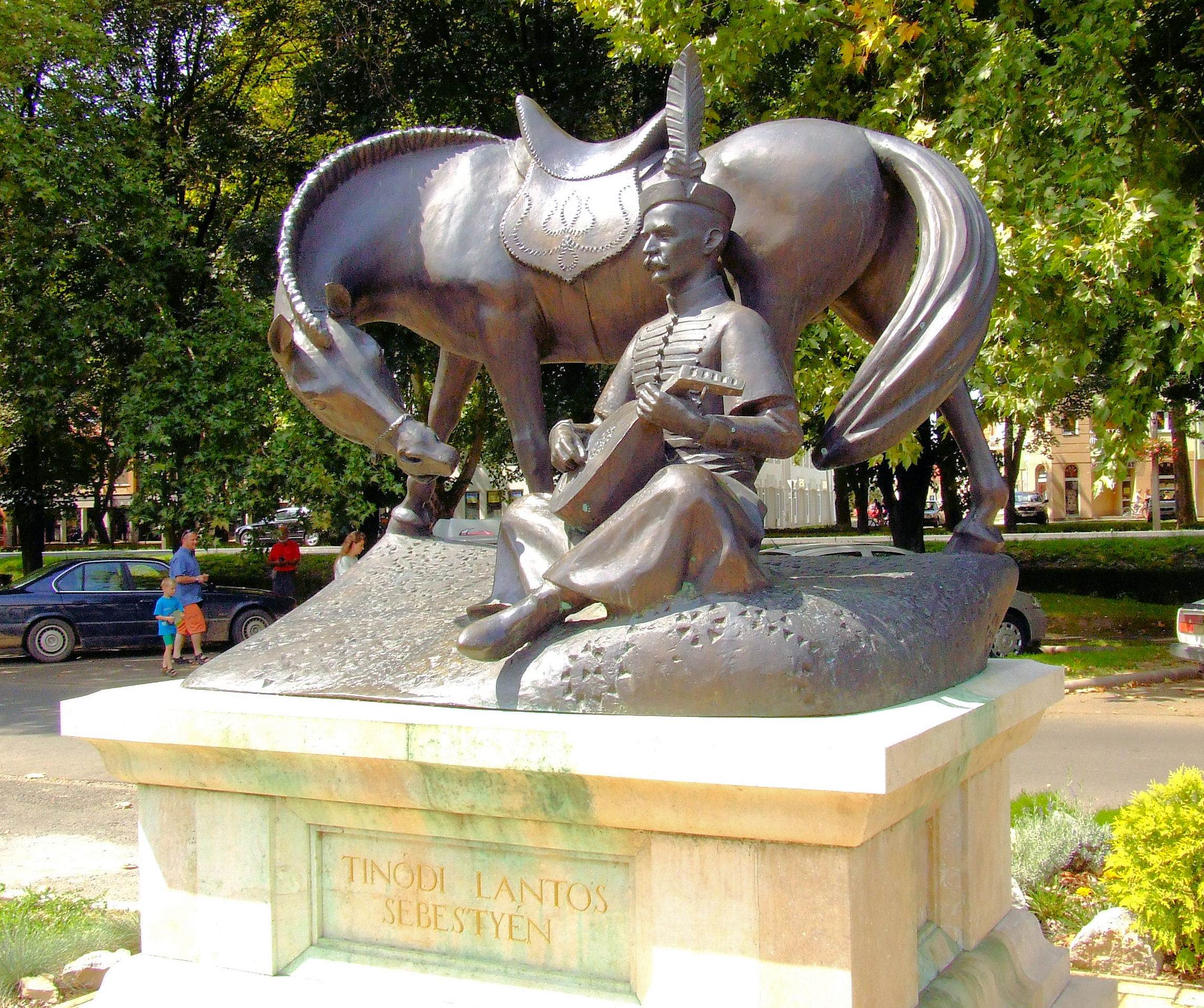
Dombóvár
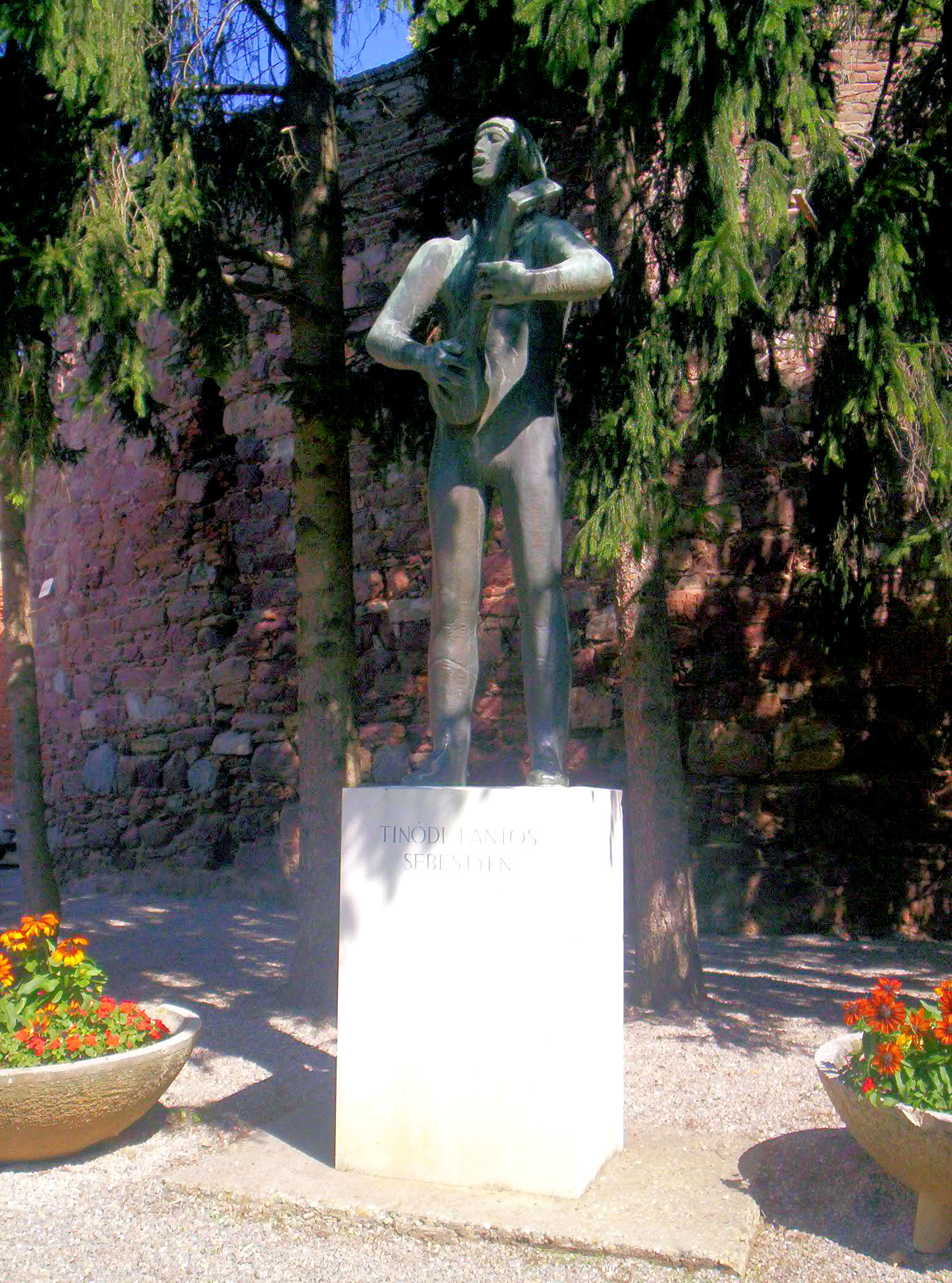
Szigetvár
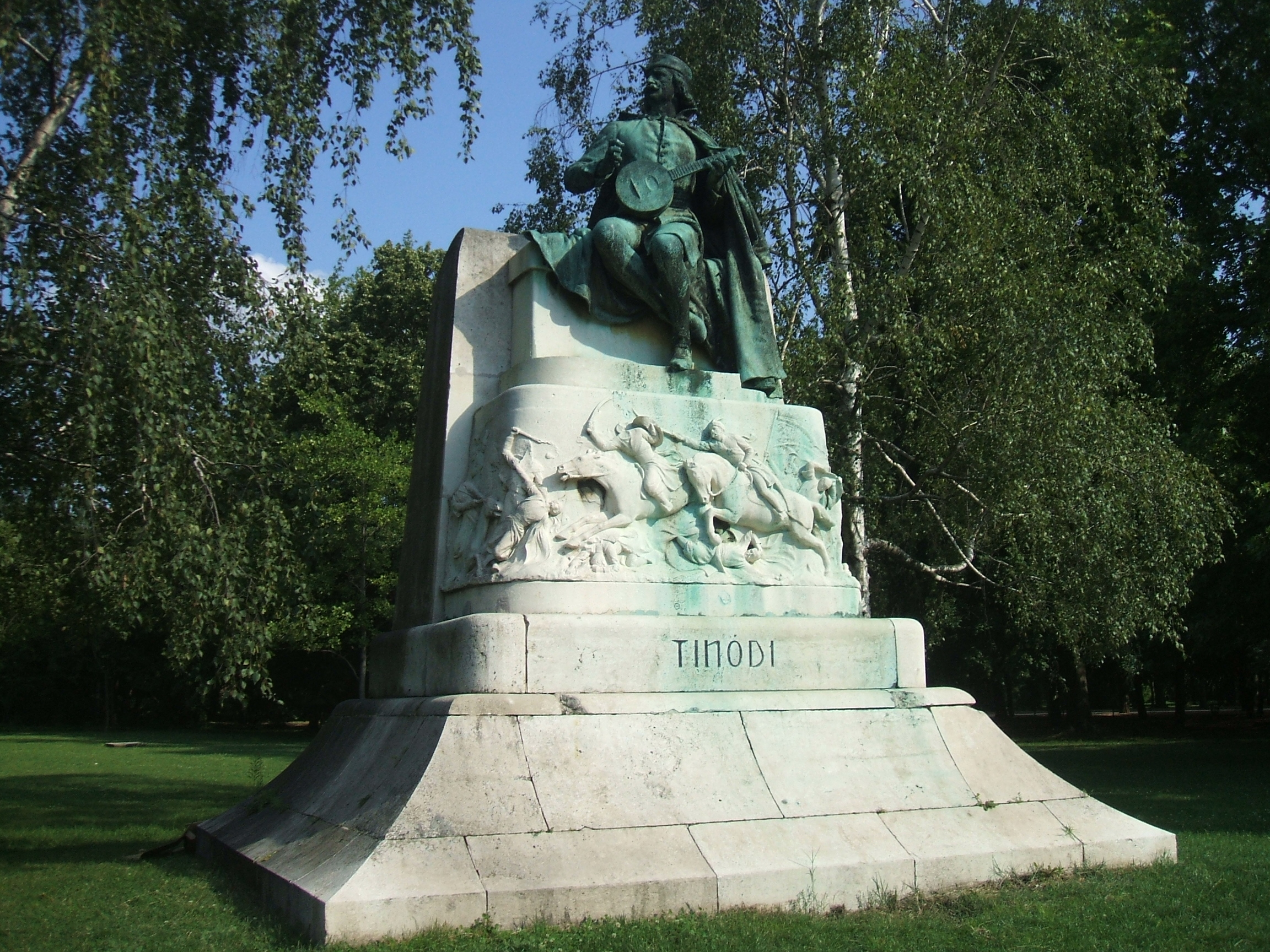
Budapest
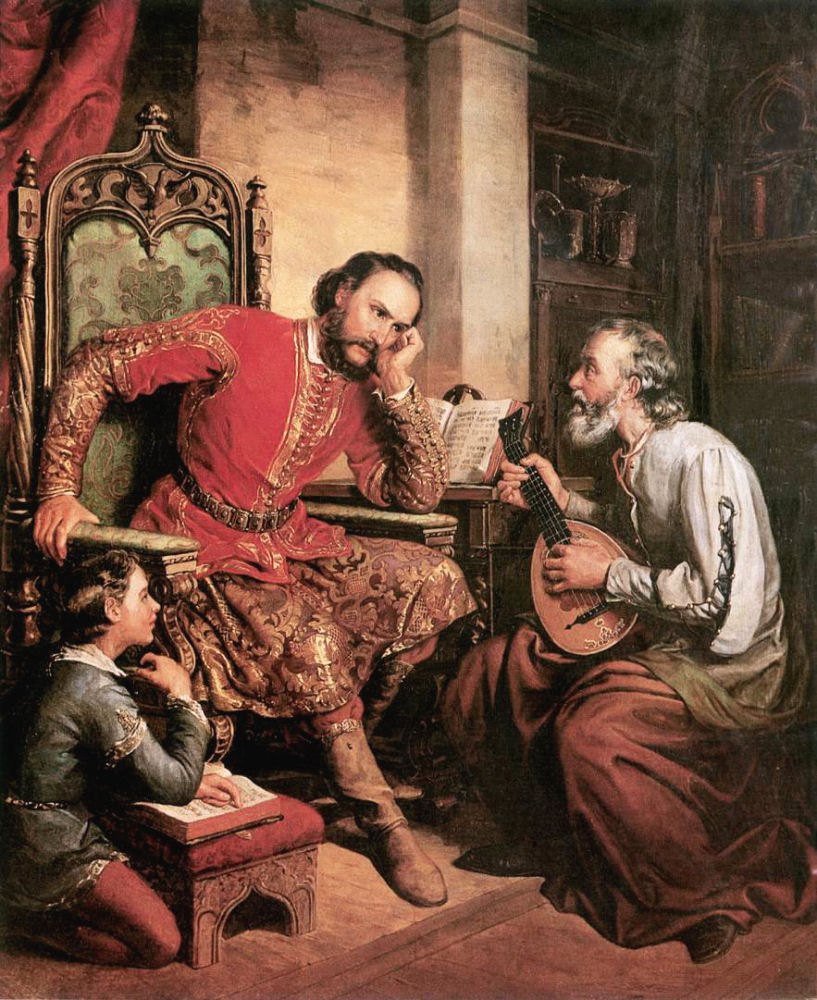
Orlai festménye